# Біттер (пиво)
Біттер (у перекладі з англ. Bitter — Гіркий) — англійський гіркий ель, сорт світлого елю. Хоча з англійської та німецької мов Bitter перекладається як «гіркий», насправді цей ель має дуже приємний смак. Свою назву він придбав кілька століть тому, коли англійські пивовари стали використовувати хміль, що додає пиву гіркуватий присмак. Типовий гіркий ель має колір темної міді, хоча у деяких спеціальних сортів відтінок варіюється від бурштинового до бронзового. Характерна міцність від 3% до 7%.

## Стиль
Біттер належить до сорту світлого елю. Має велике розмаїття міцності, смаку і зовнішнього вигляду від золотистого до темно-бурштинового елю. З малим вмістом, 3% алкоголю — відомий як англ. Boys Bitter, а з великим вмістом — 7%, відомий як Преміум Біттер чи Міцний Біттер. Колір елю регулюється шляхом додавання карамельного барвнику.

## Підтипи біттеру

### Світлий ель (Light ale)
Англійський термін, що описує Біттер з малим вмістом алкоголю.

### Біттер звичайний (Session чи ordinary bitter)
Міцність до 4,1% алк. Більшість британських сортів пива з назвою Індійський світлий ель (англ. India Pale Ale чи скорочено IPA) входять до цієї групи. Відомі представники цього підтипу Greene King IPA, Deuchars IPA, Flowers IPA, Wadworth Henrys Original IPA, та інші. Цей підтип є найбільш поширеним видом пива в британських пабах. На його частку припадало 16,9% продажів у пабах в 2003 році.

### Найкращий або спеціальний біттер (Best or special bitter)
Міцність від 4,2% до 4,7%. У Великій Британії на біттер з міцністю вище 4,2%, припадало лише 2,9% продажу пабів в 2003 році.

### Преміум чи міцний біттер (Premium чи strong bitter)
Міцність від 4,8% та більше. Також відомий як Extra Special Bitter, або в Канаді та США як ESB (ESB є торговою маркою, яка належить броварні Fuller's з Великої Британії). Відомі приклади: Samuel Smith's India Ale.

### Золотий Ель (Golden ale)
Золотий або Літній ель, дуже схожий на Світлий ель за характеристиками та зовнішнім виглядом.